# Apostrof
Apostroful (’ ') este semnul grafic care marchează căderea accidentală a unor sunete de la începutul, de la mijlocul sau de la sfârșitul unui cuvânt, „'neața!”, „sal'tare!”, „deodat'apare”, „'trăiți!” și altele.
În ortografierea din limba română apostroful a fost folosit istoric pentru a scrie eliziuni, care astăzi sunt marcate de liniuța de unire: „într’un”, „n’am putut”.